# Хатні тварини

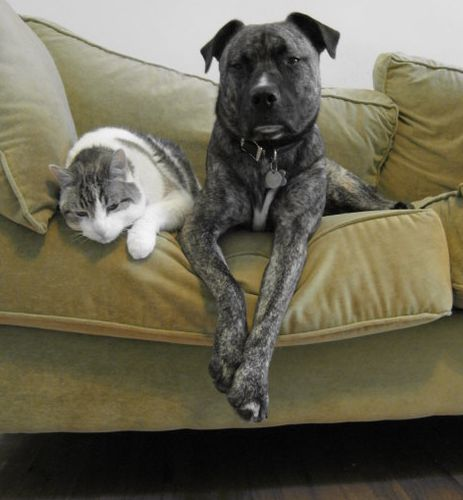
Кіт і собака — найпопулярніші тварини-компаньйони

Ха́тні твари́ни, також дома́шні вихова́нці або домашні чи ха́тні улю́бленці, рідше — твари́ни-компаньйо́ни — свійські тварини, яких людина тримає в оселі задля спілкування та отримання позитивних емоцій. Домашні улюбленці протиставляються свійським тваринам або одомашненим тваринам — такі мають сільськогосподарське значення, люди їх розводять задля отримання вигоди, зазвичай, м'ясо-молочної продукції, вовни, як робочу худобу тощо.
Традиційними та найбільш поширеними хатніми тваринами є коти і собаки. Рідше серед тварин-компаньйонів трапляються птахи (переважно папуги, канарки та свійські голуби), гризуни (найчастіше хом‘яки і морські свинки), риби тощо. Ще рідше тваринами компаньйонами виступають мавпи, лисиці (два види — одомашнена чорно-бура лисиця та лисиця фенек), рептилії (сухопутні черепахи, змії, ящірки, крокодили), їжаки або членистоногі (наприклад, павук-птахоїд, мадагаскарський співочий тарган тощо).
Інколи межа вигоди чи задоволення нечітка: до певної міри за тварин-компаньйонів можна також визначити й коня, віслюка, верблюда, слона (в Індії), а також ламу (у Південній Америці) у разі, якщо цих тварин тримають задля спілкування, а не як робочу худобу, але їх ще зазвичай не утримують всередині оселі. У багатьох казках та легендах фігурують коні — нерідко чарівні — наділені інтелектом і здатні спілкуватися з вершником людською мовою, тобто практично є друзями вершників, а не просто живим транспортом. Коней нині багато хто також заводить саме як тварин-компаньйонів (у сучасному розумінні цього терміна). Традиція ж утримання слонів у цій якості (наприклад, як культових тварин) в Індії достатньо давня.

## Історія

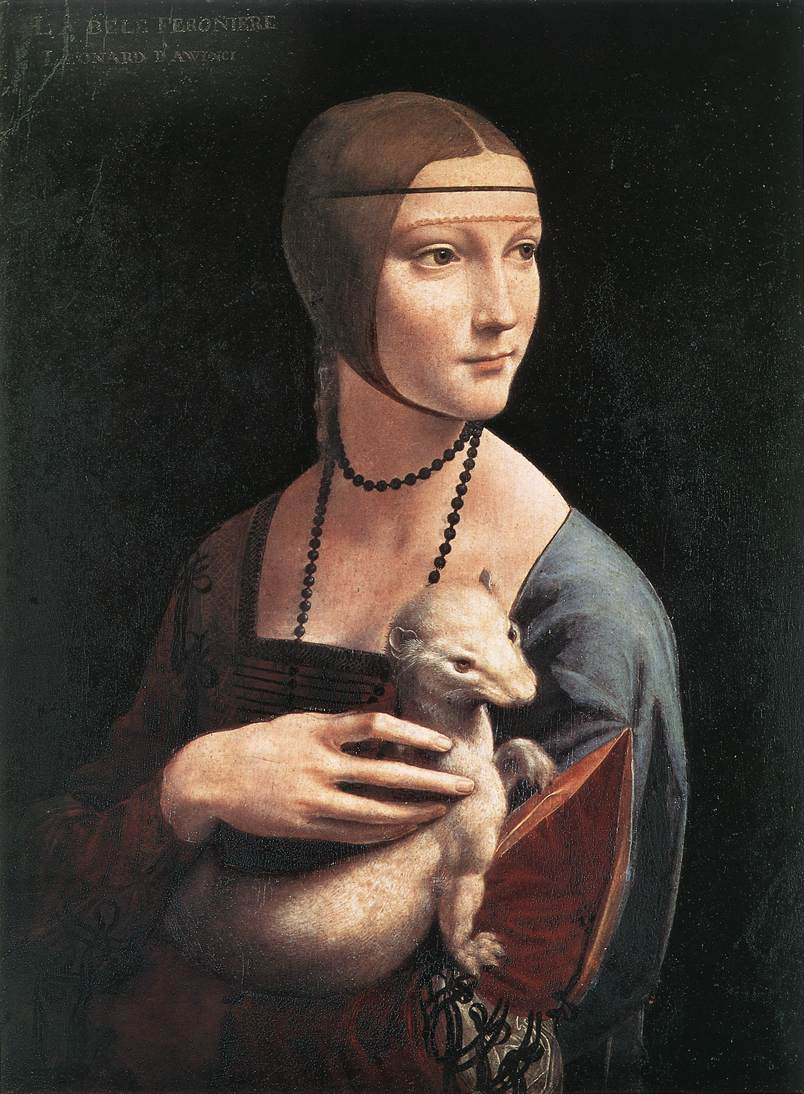
Леонардо да Вінчі, Дама з горностаєм

Тварини-компаньйони стали частиною людської цивілізації давно. Зокрема, собаки ще в епоху кам'яної доби стали супутниками людей на полюванні. Кішка (за наявними даними) була одомашнена приблизно 9500 років тому[джерело?]. Тоді ж були одомашнені кінь і верблюд.
Однією з найдавніших порід собак, яку розводили як тварин-компаньйонів, є пекінес[джерело?]. Згідно з генетичними дослідженнями, еволюційний вік пекінеса становить близько 2000 років.

## Законодавство
У країнах Європи, крім місцевих нормативних документів, поводження з хатніми тваринами регулює розроблена наприкінці 1980-х років Європейська конвенція про захист тварин, ратифікована 19 державами. При цьому Україна була останньою з них: документ був підписаний 5 липня 2011-го, а ратифікований 9 січня 2014-го (чинности набрав 1 серпня того самого року).

## Домашні улюбленці як члени родини
Останнім часом (починаючи з 2017 року, за даними Американської асоціації продуктів для тварин) набирає популярності тренд олюднення домашніх улюбленців. Власники все частіше називають себе «батьками», а процес взяття тварини з притулку чи з розплідника «всиновленням». Ця течія підтримується виробниками товарів та послуг для тварин і як відгук на запит клієнтів, і як можливість відкрити для себе новий ринок: послуг, одягу, аксесуарів та смаколиків, які раніше асоціювалися здебільшого з дітьми.
Ця течія також сприяє гуманнішому ставленню до тварин в цілому, в тому числі й до безпритульних. Покоління міленіалів бажає для своїх улюбленців такого самого рівня життя, який мають вони самі. Таке ж відношення активно прищеплюється (здебільшого у США) і до тварин без господарів, допомога яким показується у контексті, схожому на допомогу людям-безхатченкам.
Критики називають олюднення маркетинговою стратегією, в якій, замість вивчення психології тварин та їхніх відмінних від людських потреб, власники проеціюють на них власне бачення та власні бажання, занадто і неправильно опікуючи своїх домашніх тварин і не приділяючи уваги проблемам тварин на вулиці.

### Тренд олюднення тварин в Україні
Деякі критики пов'язують цю течію з рухом чайлдфрі, вважаючи тварин замінниками дітей, застерігають від застосування зайвих косметичних процедур та перенесення особливостей людського харчування та лікування на фізіологію тварин.
Українські виробники випускають однаковий одяг для улюбленців та власників (в основному, для собак та у спортивному стилі) для прогулянок, а також аксесуари для людей, що пасують для нашийників собак. Також набирають популярності нашийники з героями коміксів та мультфільмів — темами принтів, які раніше використовували у дитячому одязі.
Деякі експерти пов'язують правки до Закону України «Про захист тварин від жорстокого поводження», прийняті у 2017 році зі світовим трендом олюднення тварин та гуманнішого ставлення до них.

## Галерея

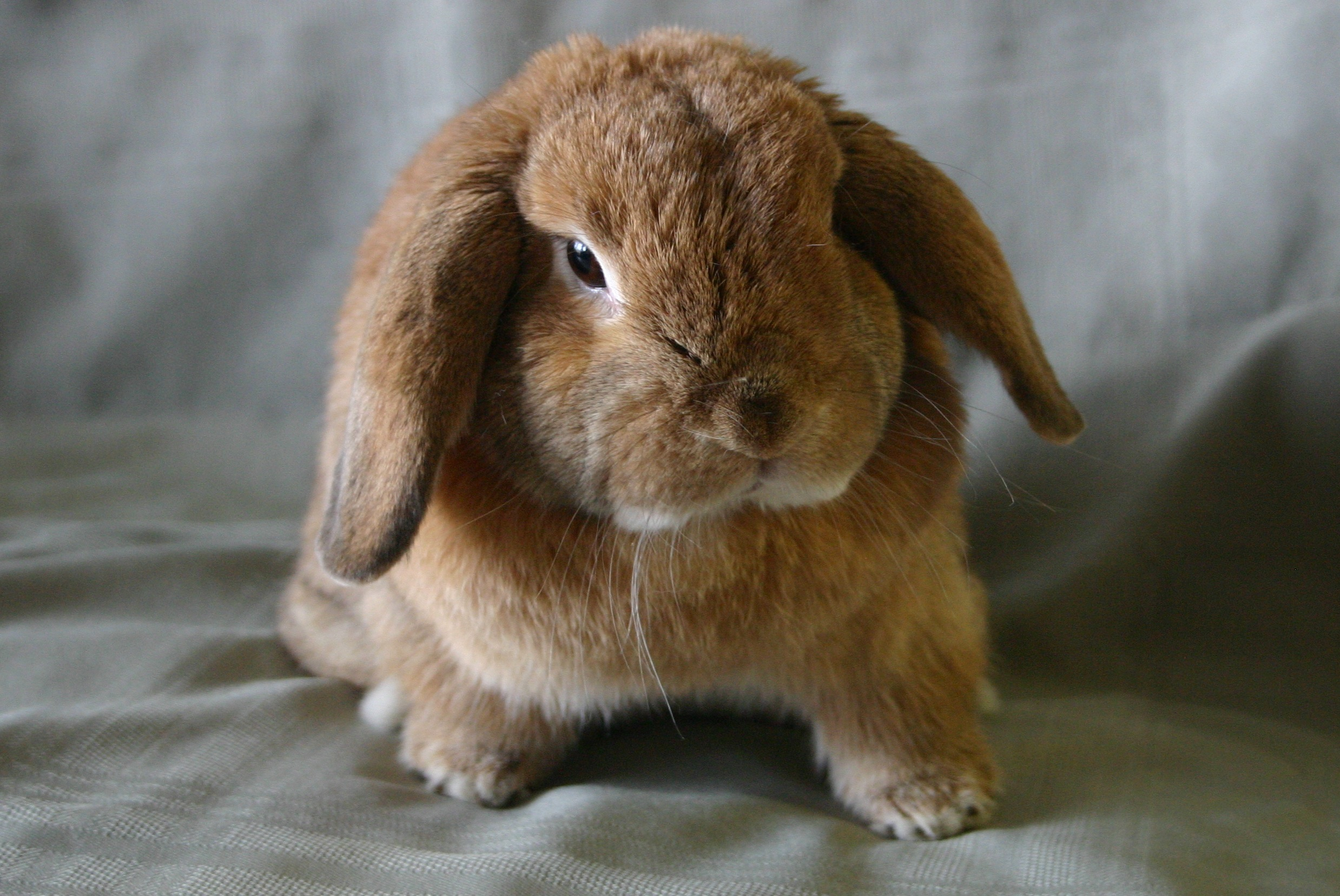
Трирічний голландський кролик з відвислими вухами
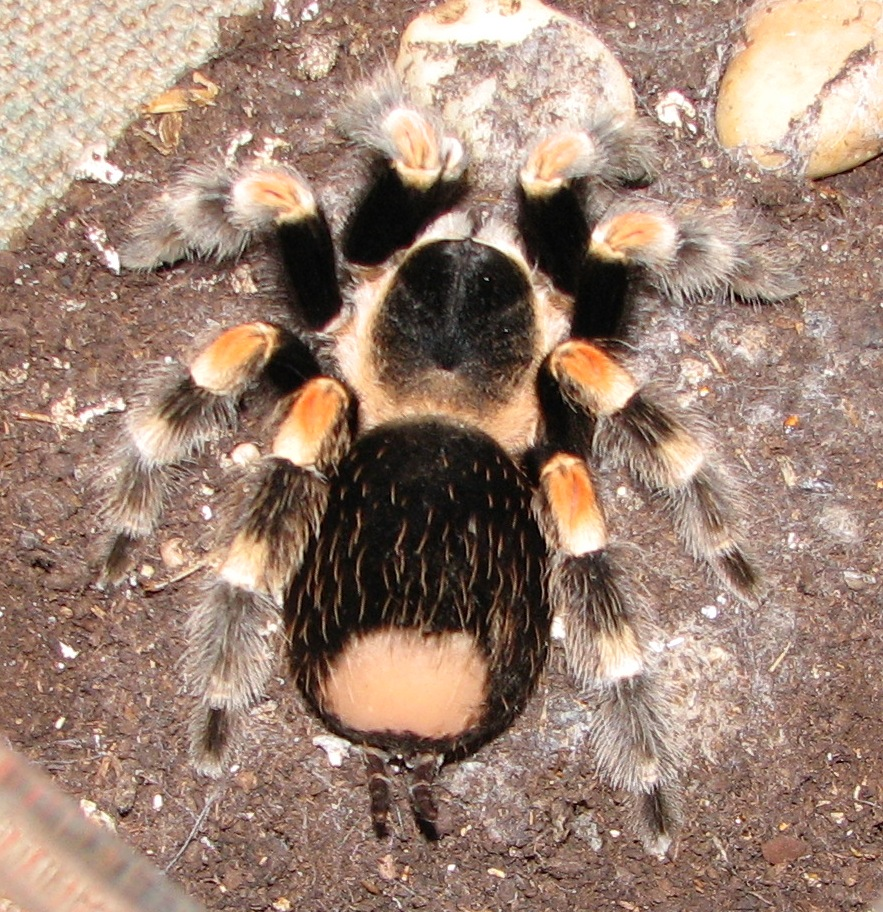
Павук-птахоїд — екзотичний домашній улюбленець
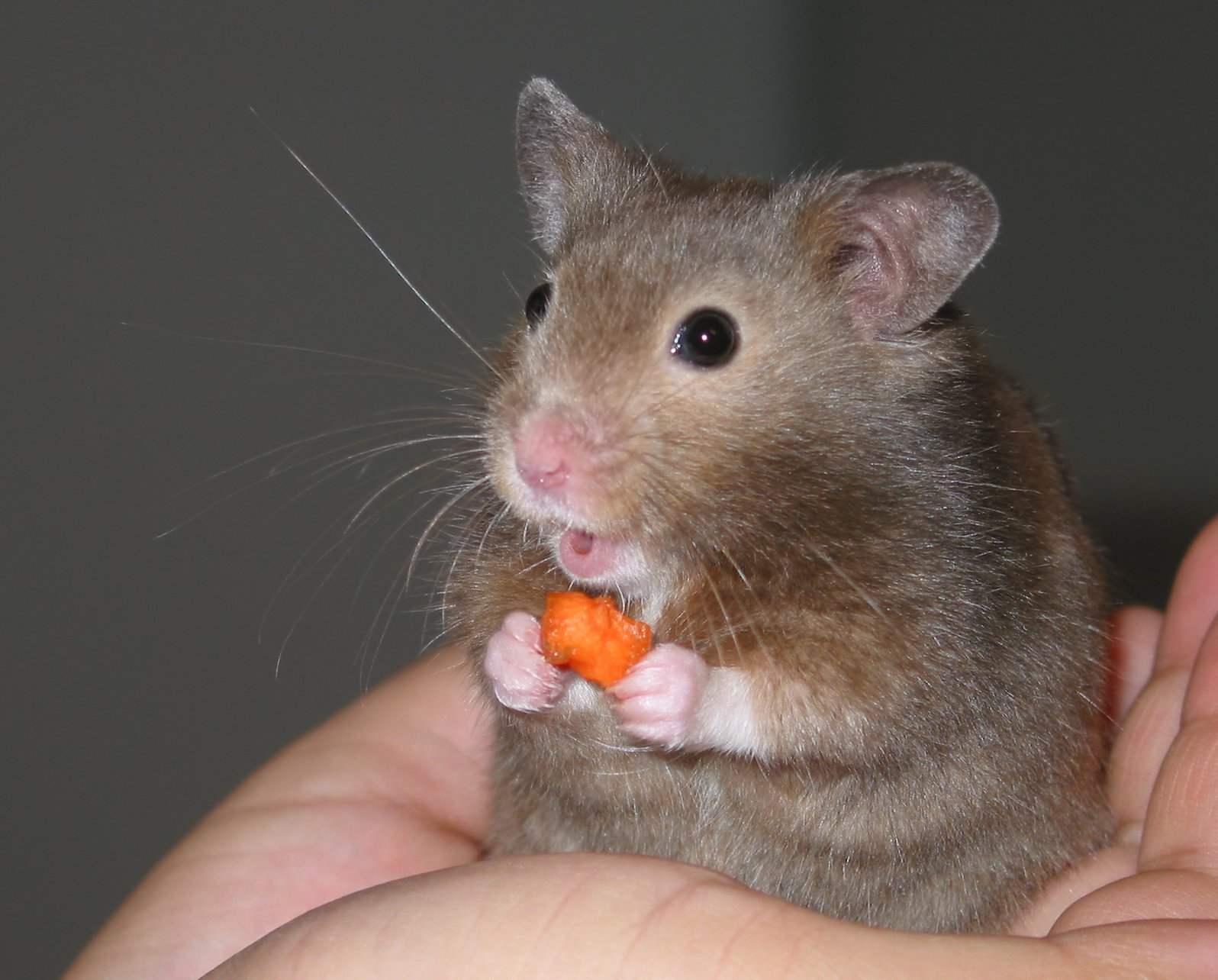
Хом'як